# Eric Noordegraaf
Eric Noordegraaf (Gouda, 21 april 1960) is een voormalig Nederlandse waterpolospeler.
Noordegraaf nam tweemaal deel aan de Olympische Spelen, in 1980 en 1984. Het Nederlands team eindigde beide keren op de zesde plaats.
Hij speelde in de competitie voor AZC AZC uit Alphen aan den Rijn en werd 10x landskampioen en 11x bekerkampioen.
Na zijn actieve waterpolocarrière was Noordegraaf korte tijd bondscoach van het Nederlands herenteam. Van 2000 tot 2003 was hij hoofdcoach bij AZC in Alphen aan den Rijn. In 2004 begon hij het Waterpolo-opleidingscentrum (WOC) in dezelfde plaats. Hier konden getalenteerde waterpoloërs de sport met school combineren. Dit was de eerste waterpolo-school in Nederland; Noordegraaf is directeur. Dit alles gaat met een samenwerking met de LOOT school het Scala College in Alphen aan den Rijn. Het Scala College is in 2010 verkozen tot de sportiefste school van Nederland.
Stan van Belkum · 
Wouly de Bie · 
Ton Buunk · 
Jan Jaap Korevaar · 
Nico Landeweerd · 
Aad van Mil · 
Ruud Misdorp · 
Dick Nieuwenhuizen · 
Eric Noordegraaf · 
Jan Evert Veer · 
Hans van Zeeland · 
 Ivo Trumbić (Bondscoach)
Johan Aantjes · 
Stan van Belkum · 
Wouly de Bie · 
Ton Buunk · 
Ed van Es · 
Anton Heiden · 
Nico Landeweerd · 
Aad van Mil · 
Ruud Misdorp · 
Dick Nieuwenhuizen · 
Eric Noordegraaf · 
Roald van Noort · 
Remco Pielstroom